# Александр Стюарт из Дарнли
Сэр Александр Стюарт из Дарнли (1368—1404) — шотландский дворянин, дальний родственник королей Шотландии из династии Стюартов.

## Биография
Представитель династии Стюартов. Единственный сын и наследник Александра Стюарта из Дарнли (ум. 1374).
Не известно, кто была его первая жена, возможно она происходила из клана Тернбулл. Дети:
- Джон Стюарт из Дарнли (ок. 1380—1429), граф д’Эвре, коннетабль шотландских войск во Франции
- Уильям Стюарт (ум. в сентябре 1402), погиб в неволе у сэра Генриха Перси после битвы при Хомильдон-Хилле. Предок старшей ветви рода Стюартов, графов Галлоуэй
- Александр Стюарт из Торбана и Галстона
- Роберт Стюарт из Ньютауна и Вестоуна
- Джеймс Стюарт
- Джанет Стюарт, жена Томаса Сомервилля, 1-го лорда Сомервилля

Вторично Александр Стюарт женился на Джанет Кит, вдове Дэвида Гамильтона из Кадзоу, дочери сэра Уильяма Кита из Галстона. Получил во владение земли жены в Галстоне при содействии графа Каррика Роберт Стюарта. У них родился сын:
- Уильям Стюарт (ум. 12 февраля 1429), погиб в Битве селёдок.